# Grünbach (Eschenbach)
Der Grünbach ist ein Fließgewässer in der Samtgemeinde Harpstedt im Landkreis Oldenburg in Niedersachsen.
Die Quelle des 5 Kilometer langen Baches liegt etwa 2 Kilometer westlich von Harpstedt. Er fließt in nordöstlicher Richtung auf Prinzhöfte zu, um südlich der Ortschaft in den von links kommenden Eschenbach zu fließen. Über einen gemeinsamen Unterlauf münden beide Bäche knapp 1,5 Kilometer weiter in die Delme.